# Walt Ader
Walter „Walt“ Ader (* 15. Dezember 1913 in Long Valley, New Jersey; † 25. Dezember 1982 in Califon, New Jersey) war ein US-amerikanischer Automobilrennfahrer.

## Karriere
Ader begann seine Rennfahrerkarriere im Jahr 1936. Diese wurde schon bald durch den Zweiten Weltkrieg unterbrochen. Nach dem Krieg startete er 1946 erstmals in einem Lauf der AAA National Series – einer der Vorgängerserien der heutigen IndyCar Series, zu deren Meisterschaft auch die Indianapolis 500 gehörten. In der Saison 1947 nahm Ader an insgesamt zehn Läufen der Serie teil und konnte das Rennen in Atlanta gewinnen. Insgesamt erreichte er in diesem Jahr 380 Punkte und belegte damit Rang 13 in der Endwertung.
Da zwischen 1950 und 1960 die 500 Meilen von Indianapolis auch zur Weltmeisterschaft der Formel 1 zählten, fuhr Walt Ader einen einzigen F1-WM-Lauf. Ader startete am 30. Mai 1950 mit einem Rae-Offenhauser, gemeldet von der Sampson Manufacturing Co., vom 29. Startplatz ins Rennen und erreichte mit 15 Runden Rückstand auf den Sieger, Johnnie Parsons, den 22. Rang. Das Rennen wurde in Runde 138 wegen des anhaltenden Regens abgebrochen.

## Statistik

### Ergebnistabelle Formel-1-Weltmeisterschaftsläufe
| Jahr | Team                      | Wagen | Motor       | 1   | 2   | 3      | 4   | 5   | 6   | 7   | WM  | Punkte |
| ---- | ------------------------- | ----- | ----------- | --- | --- | ------ | --- | --- | --- | --- | --- | ------ |
| 1950 | Sampson Manufacturing Co. | Rae   | Offenhauser | GBR | MON | 500 22 | SUI | BEL | FRA | ITA | 53. | 0      |

### Indy-500-Ergebnisse
| Jahr | Startnr. | Start | Qual (km/h) | Ergebnis | Runden | Führung | Ausfall |
| ---- | -------- | ----- | ----------- | -------- | ------ | ------- | ------- |
| 1947 | 6        | DNQ   |             |          |        |         |         |
| 1948 | 45       | DNQ   |             |          |        |         |         |
| 1950 | 27       | 29    | 209,099     | 22       | 123    | 0       |         |

| Legende  | Legende            | Legende                                                          |
| Farbe    | Abkürzung          | Bedeutung                                                        |
| -------- | ------------------ | ---------------------------------------------------------------- |
| Gold     | –                  | Sieg                                                             |
| Silber   | –                  | 2. Platz                                                         |
| Bronze   | –                  | 3. Platz                                                         |
| Grün     | –                  | Platzierung in den Punkten                                       |
| Blau     | –                  | Klassifiziert außerhalb der Punkteränge                          |
| Violett  | DNF                | Rennen nicht beendet (did not finish)                            |
| Violett  | NC                 | nicht klassifiziert (not classified)                             |
| Rot      | DNQ                | nicht qualifiziert (did not qualify)                             |
| Rot      | DNPQ               | in Vorqualifikation gescheitert (did not pre-qualify)            |
| Schwarz  | DSQ                | disqualifiziert (disqualified)                                   |
| Weiß     | DNS                | nicht am Start (did not start)                                   |
| Weiß     | WD                 | zurückgezogen (withdrawn)                                        |
| Hellblau | PO                 | nur am Training teilgenommen (practiced only)                    |
| Hellblau | TD                 | Freitags-Testfahrer (test driver)                                |
| ohne     | DNP                | nicht am Training teilgenommen (did not practice)                |
| ohne     | INJ                | verletzt oder krank (injured)                                    |
| ohne     | EX                 | ausgeschlossen (excluded)                                        |
| ohne     | DNA                | nicht erschienen (did not arrive)                                |
| ohne     | C                  | Rennen abgesagt (cancelled)                                      |
| ohne     | keine WM-Teilnahme |                                                                  |
| sonstige | P/fett             | Pole-Position                                                    |
| sonstige | 1/2/3/4/5/6/7/8    | Punktplatzierung im Sprint-/Qualifikationsrennen                 |
| sonstige | SR/kursiv          | Schnellste Rennrunde                                             |
| sonstige | *                  | nicht im Ziel, aufgrund der zurückgelegten Distanz aber gewertet |
| sonstige | ()                 | Streichresultate                                                 |
| sonstige | unterstrichen      | Führender in der Gesamtwertung                                   |